# 베티스 버거
베티스 버거(영어: Betty's Burgers)는 오스트레일리아의 햄버거 브랜드다. 2014년 론칭했다. 현재는 60여 개 매장을 운영 중이다.